# Fondation Charles Léopold Mayer pour le progrès de l'Homme
 (août 2017).
Si vous disposez d'ouvrages ou d'articles de référence ou si vous connaissez des sites web de qualité traitant du thème abordé ici, merci de compléter l'article en donnant les références utiles à sa vérifiabilité et en les liant à la section « Notes et références ».
Pour les articles homonymes, voir FPH.
La Fondation Charles Léopold Mayer pour le progrès de l'Homme (FPH) est une fondation de droit suisse créée en 1982 et placée sous l'égide de l'autorité de surveillance du canton de Vaud. Son appellation d'usage est Fondation Charles Léopold Mayer pour le Progrès Humain. La FPH octroie entre 7 et 10 millions d'euros chaque année à des organisations de la société civile qui soutiennent la transition sociale et écologique.

## Historique
Né en 1881, Charles Léopold Mayer est un scientifique, philosophe et financier français d’origine irlandaise. Chimiste de formation, il fait fortune dans la finance. Grand admirateur d’Alfred Nobel, il choisit de mettre sa fortune au service de travaux à caractère scientifique et humaniste. Il est l’auteur de plusieurs ouvrages, notamment sur les moteurs du progrès. Il fonde et entretient la Revue libérale dont le champ très éclectique couvre des domaines aussi variés que l’histoire, la philosophie, la politique ou encore l’économie.

À sa mort en 1971, Charles Léopold Mayer n’a pas d’héritier et il désigne Madeleine Calame, sa secrétaire depuis 30 ans, comme exécutrice testamentaire et administratrice de la future fondation. Après diverses péripéties juridiques et extra-juridiques, la Fondation Charles Léopold Mayer pour le progrès de l’Homme voit le jour en 1982. Ses buts statutaires : 

« soutenir des actions novatrices contribuant au progrès de l’Homme. »

De droit suisse, la Fondation est placée sous le contrôle de l'Autorité de surveillance LPP et des fondations de Suisse occidentale du canton de Vaud, mais sa direction et son équipe opérationnelles se trouvent principalement en France. Les actifs gérés par la Fondation Charles Léopold Mayer s'élèvent à 413 millions de CHF au 31 décembre 2020 en valeurs boursières, mais aussi immeubles et propriétés comme le domaine de Villarceaux.

### Famille Calame
Suivant le droit suisse, la Fondation Charles Léopold Mayer pour le progrès de l’Homme est une fondation familiale privée à but philanthropique. La famille Calame a joué un rôle central d'impulsion et de gestion jusque dans les années 2010. Aujourd'hui, la Fondation Charles Léopold Mayer est administrée par un conseil de fondation indépendant, composé de neuf membres titulaires bénévoles sans lien de parenté avec la famille Calame. La liste des membres du conseil est consultable sur le site du registre du commerce de l'État de Vaud, où la fondation est domiciliée. 
- Madeleine Calame est la fondatrice et la première présidente de la FPH. Elle meurt en 1986.[réf. nécessaire]
- Son fils Pierre Calame lui succède en 1988[5]. Depuis 2014, il est président honoraire.
- Son petit-fils Matthieu Calame est directeur de la FPH[6].
- Un autre de ses petits-fils, Vincent Calame, est dirigeant d'Exemole, société étroitement liée à la fondation.[réf. nécessaire]

## Initiatives soutenues
La FPH soutient et travaille avec des partenaires dans différents domaines. Ses programmes sont organisés autour de dix thématiques principales :
1. Intégration régionale, paix et coopération
2. Systèmes alimentaires durables territorialisés
3. Territoire et biorégionalisme
4. Économie écologique
5. Démocratie technique, techniques écologiques et low-tech
6. Régulation des entreprises transnationales et filières durables
7. Démocratie et État de droit
8. Mouvements altermondialistes
9. Énergie et climat
10. Capitalisation, structuration de l'information et rencontres

La FPH a apporté son soutien en 2011-2012 à une étude toxicologique du Comité de recherche et d'information indépendantes sur le génie génétique, pilotée par Gilles-Éric Séralini, sur l'impact sanitaire du maïs génétiquement modifié NK 603 et de l’herbicide Roundup sur la santé des rats.

### Prix liés à Charles Léopold Mayer
- Prix Charles-Léopold-Mayer
- Prix Le Monde de la recherche universitaire, avec le concours de la fondation Charles Léopold Mayer (jusqu'en 2016)[réf. nécessaire]